# Fittingia mariae
Fittingia mariae är en viveväxtart som beskrevs av Benjamin Clemens Masterman Stone. Fittingia mariae ingår i släktet Fittingia och familjen viveväxter. Inga underarter finns listade i Catalogue of Life.